# Porophyllum
Porophyllum är ett släkte av korgblommiga växter. Porophyllum ingår i familjen korgblommiga växter.

## Bildgalleri

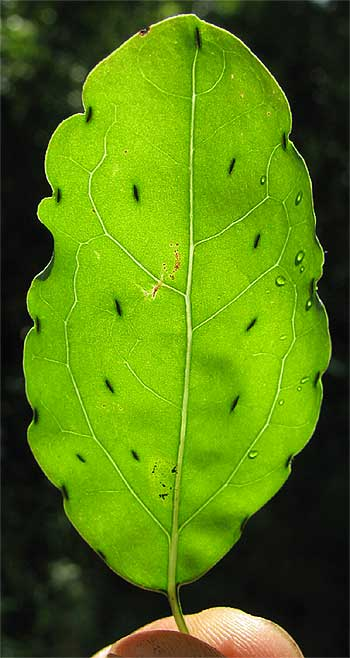

## Dottertaxa tillPorophyllum, i alfabetisk ordning[1]
- Porophyllum amplexicaule
- Porophyllum angustissimum
- Porophyllum bahiense
- Porophyllum cabrerae
- Porophyllum cacalioides
- Porophyllum calcicola
- Porophyllum coloratum
- Porophyllum crassifolium
- Porophyllum filiforme
- Porophyllum gracile
- Porophyllum greggii
- Porophyllum hasslerianum
- Porophyllum lanceolatum
- Porophyllum leiocarpum
- Porophyllum linaria
- Porophyllum lindenii
- Porophyllum linifolium
- Porophyllum maritimum
- Porophyllum obscurum
- Porophyllum oppositifolium
- Porophyllum pausodynum
- Porophyllum pringlei
- Porophyllum punctatum
- Porophyllum pygmaeum
- Porophyllum ruderale
- Porophyllum scoparium
- Porophyllum tridentatum
- Porophyllum warnockii
- Porophyllum viridiflorum
- Porophyllum zimapanum